# Jennifer Eckert
Jennifer Eckert (* 1988 in Reinbek) ist eine deutsche Künstlerin und Autorin.

## Leben und Wirken
Jennifer Eckert studierte von 2009 bis 2015 im Fachbereich Sprache und Gestalt sowie Typografie und Buchgestaltung (im Bachelorstudiengang und anschließend im Masterstudiengang) an der Muthesius Kunsthochschule Kiel, unter anderem bei Oswald Egger. Ihre Abschlussarbeit „aneinander – Anwendung eines Fadenprinzips auf den Leerraum zwischen Buchstaben“ behandelt den Zwischenraum der 676 möglichen Kombinationen zweier Buchstaben des lateinischen Alphabets.
Im Anschluss an ihr Studium folgte von 2015 bis 2017 ein Postgraduierten-Stipendium der Muthesius Kunsthochschule, in dem sie an ihrem Projekt „Was das Buch ist“ arbeitete. Das gleichnamige Buch erschienen 2021 im Das böhmische Dorf, Neuss.
An der Muthesius Kunsthochschule (2019) und der Hochschule der Bildenden Künste Saar (2020) hatte Jennifer Eckert Lehraufträge inne.

## Veröffentlichungen
- So als ob / As if such. Kleinheinrich, Münster 2023, ISBN 978-3-945237-68-7.
- Oswald Egger (Hrsg.): Das Buch vom Drehen und Wenden der Blätter. Stiftung Insel Hombroich, ISBN 978-3-902024-72-5.
- Was das Buch ist. Das böhmische Dorf, Neuss 2021, ISBN 978-3-902024-92-3.
- Oswald Egger (Hrsg.): Ein Tag, keiner – Jennifer Eckert. Sprache # Gestalt 2, Muthesius Kunsthochschule, Kiel 2015, ISBN 978-3-943763-38-6.

## Ausstellungen (Auswahl)

### Einzelausstellungen
- 2024: Jennifer Eckert – Aus einem Knoten. Lautbilder in Sprache und Gestalt. 9k-Galerie Willich[2]
- 2023: Jennifer Eckert. Kunstbox Köln[3]
- 2022: Iteration. Neuer Kunstverein Gießen[4]
- 2020–2021: Fadenspiel. Wachhaus, Raketenstation Hombroich, auf Einladung von Katsuhito Nishikawa
- 2018: Foliation. Historisches Rathaus Dringenberg
- 2017: Foliation. Im Rahmen von Hombroich: Philosophie – Pfingsten sei ein Verb! Raketenstation Hombroich, Neuss

### Gruppenausstellungen
- 2022: Bibliomania – Das Buch in der Kunst. Malerei, Zeichnung, Fotografie, Film, Installation, Buchobjekte, Künstlerbücher; Kunstmuseum Villa Zanders, Bergisch Gladbach
- 2022: Winterkunst 22. bbk Kunstforum Düsseldorf
- 2020: Wortgewandt. Linien | Zeichen | Texte, Neues Kunsthaus Ahrenshoop
- 2020: Transmission. Galerie Schnitzler & Lindsberger, Graz, kuratiert von Andreas Heller
- 2020: Peer to Piece – Vom Forschenden Blick. Galerie Marstall Ahrensburg
- 2016/2017: 6. Internationaler Marianne Brandt Wettbewerb. Ausstellung des Villa Arte e.V. im Industriemuseum Chemnitz mit nominierten und ausgezeichneten Beiträgen des 6. Internationalen Marianne Brandt Wettbewerbs
- 2016: Dear Reader. Koo Ming Kown Gallery, Hong Kong Baptist University
- 2014: Muthesius Preis für Kunst, Raum und Design. Kunsthalle zu Kiel, Christian-Albrechts-Universität zu Kiel

## Auszeichnungen
- 2022: Nominierung in der Kategorie Text beim 8. Internationalen Marianne-Brandt-Wettbewerb